# Crânio de cristal

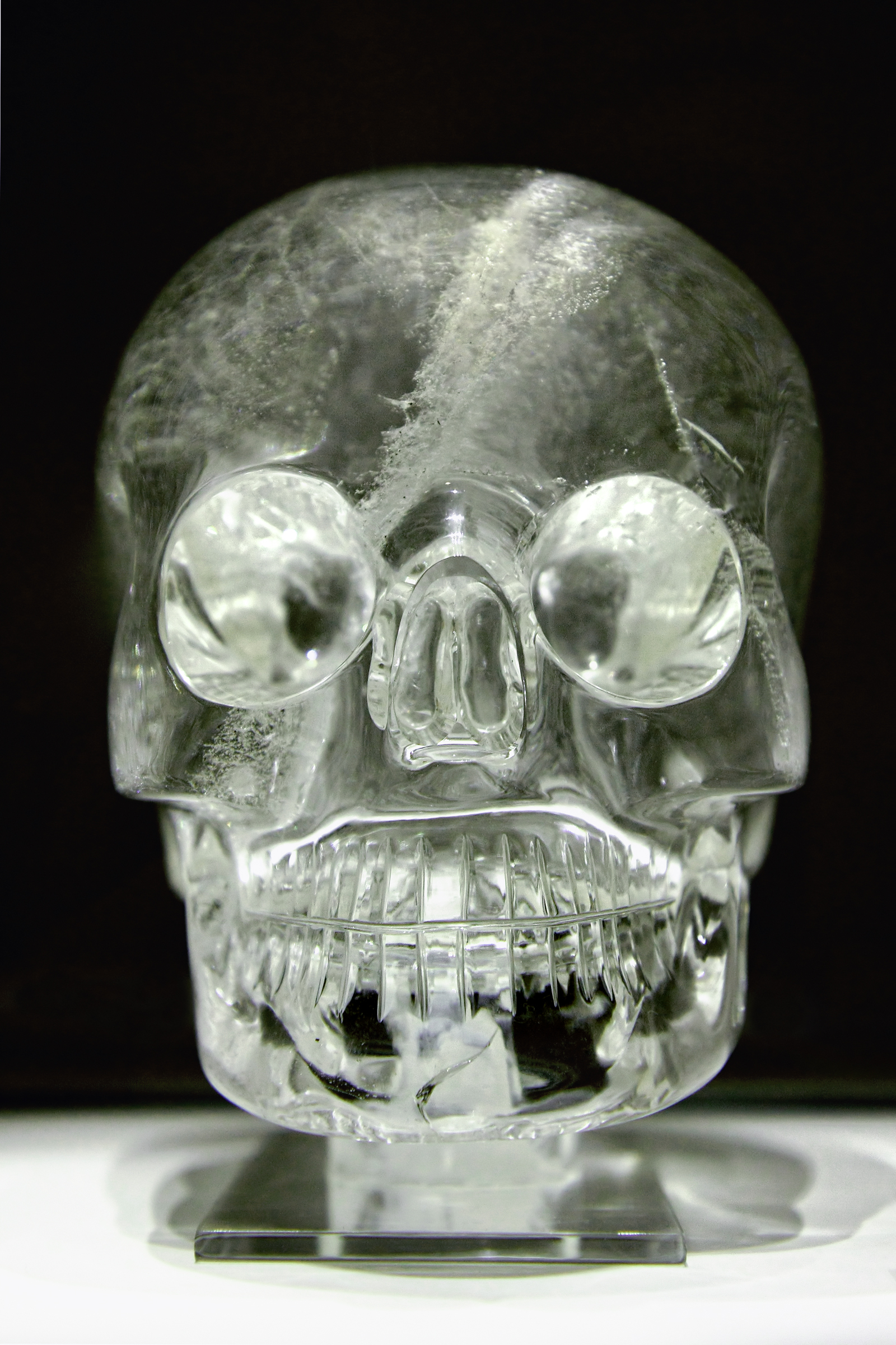
Crânio de Cristal no Museu Britânico.

Crânio de cristal ou também Caveira de cristal é uma série de esculturas de crânio humano esculpidas em quartzo rosa ou leitoso, artisticamente conhecido como "cristal de rocha", as quais alega-se, por seus descobridores, serem artefatos pré-colombianos da Mesoamérica. No entanto, nenhum dos exemplares disponíveis para estudo científico foi autenticado como pré-colombiano de origem.
Resultados de estudos demonstraram que os exemplares examinados foram fabricados em meados do século XIX ou mais tarde, provavelmente na Europa. Apesar de algumas reivindicações no sentido de popularização literária, as lendas dos crânios de cristal com poderes místicos não figuram na genuína mitologia mesoamericana ou de outros nativos americanos.
Os crânios são frequentemente alegados como representantes de fenômenos paranormais por alguns membros do movimento da Nova Era, e têm sido muitas vezes retratados como tal na ficção; além disso, têm sido um tema popular que aparece em numerosos representantes de ficção científica em séries de televisão, romances e videogames.

## Coleção de Crânios de Cristal

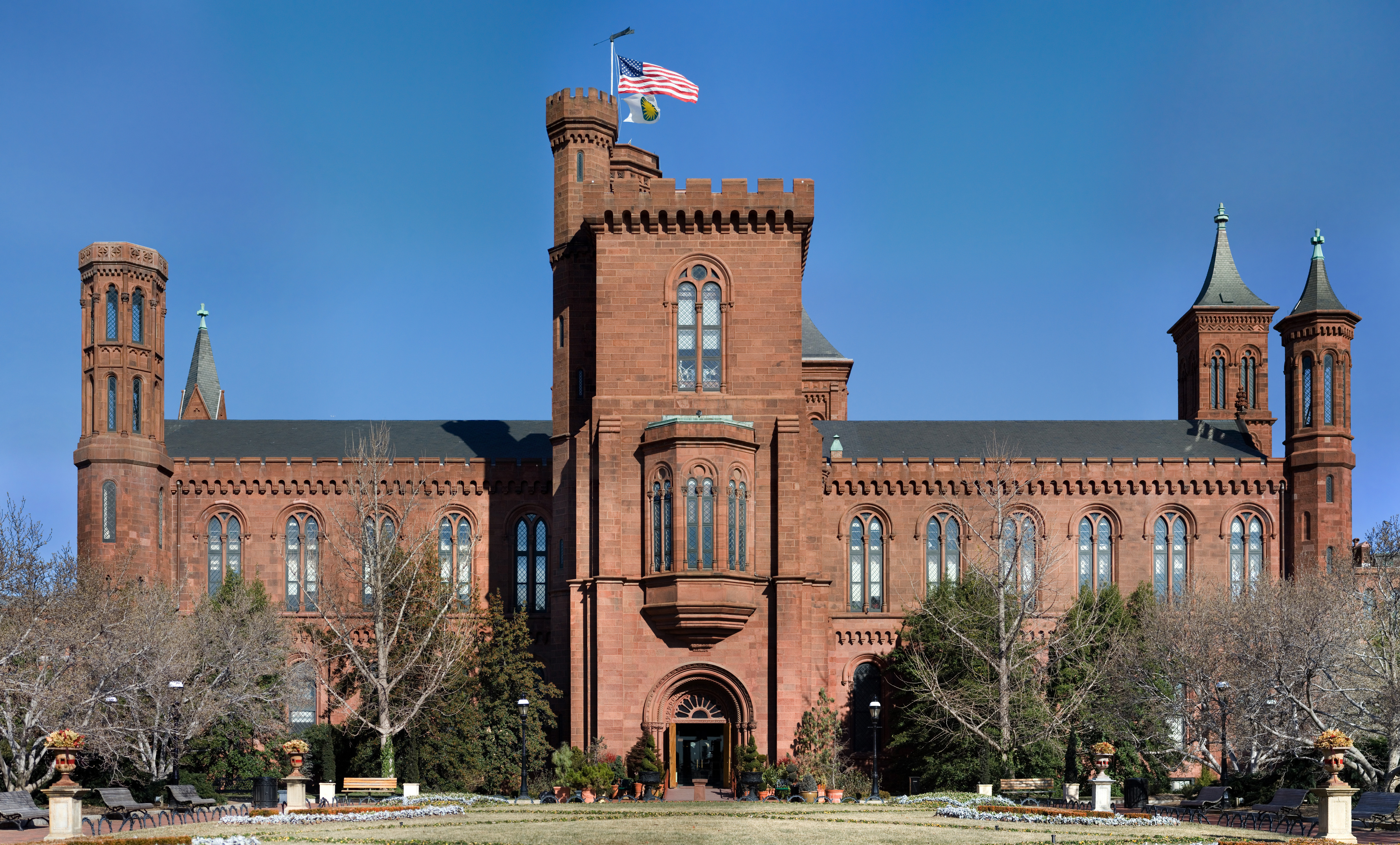
Instituto Smithsoniano, onde um dos Crânios de Cristal está exposto.

Foi feita uma distinção, por alguns pesquisadores, entre os menores crânios de cristal, do tamanho de uma pérola, que apareceram pela primeira vez em meados do século XIX, e os maiores (aproximadamente em tamanho real), que apareceram no final do século XX. Os crânios de cristal maiores têm atraído muito a atenção popular nos últimos tempos, e alguns pesquisadores acreditam que eles tenham sido fabricados como falsificações na Europa.
O comércio de artefatos pré-colombianos falsificados se desenvolveu durante o século XIX e, em 1886, o arqueólogo William Henry Holmes, do Instituto Smithsoniano, escreveu um artigo chamado "The Trade in Spurious Mexican Antiquities", para o jornal Science. Embora vários museus tenham adquirido anteriormente crânios, foi Eugène Boban, um negociante de antiguidades que abriu sua loja em Paris em 1870, quem ficou mais associado às coleções de crânios de cristal. Muito de sua coleção, incluindo três crânios de cristal, foi vendida para o etnógrafo Alphonse Pinart, que doou a coleção para o Trocadéro Museum, que mais tarde se tornou o Musée de l'Homme.

## Pesquisa sobre as origens dos Crânios de Cristal

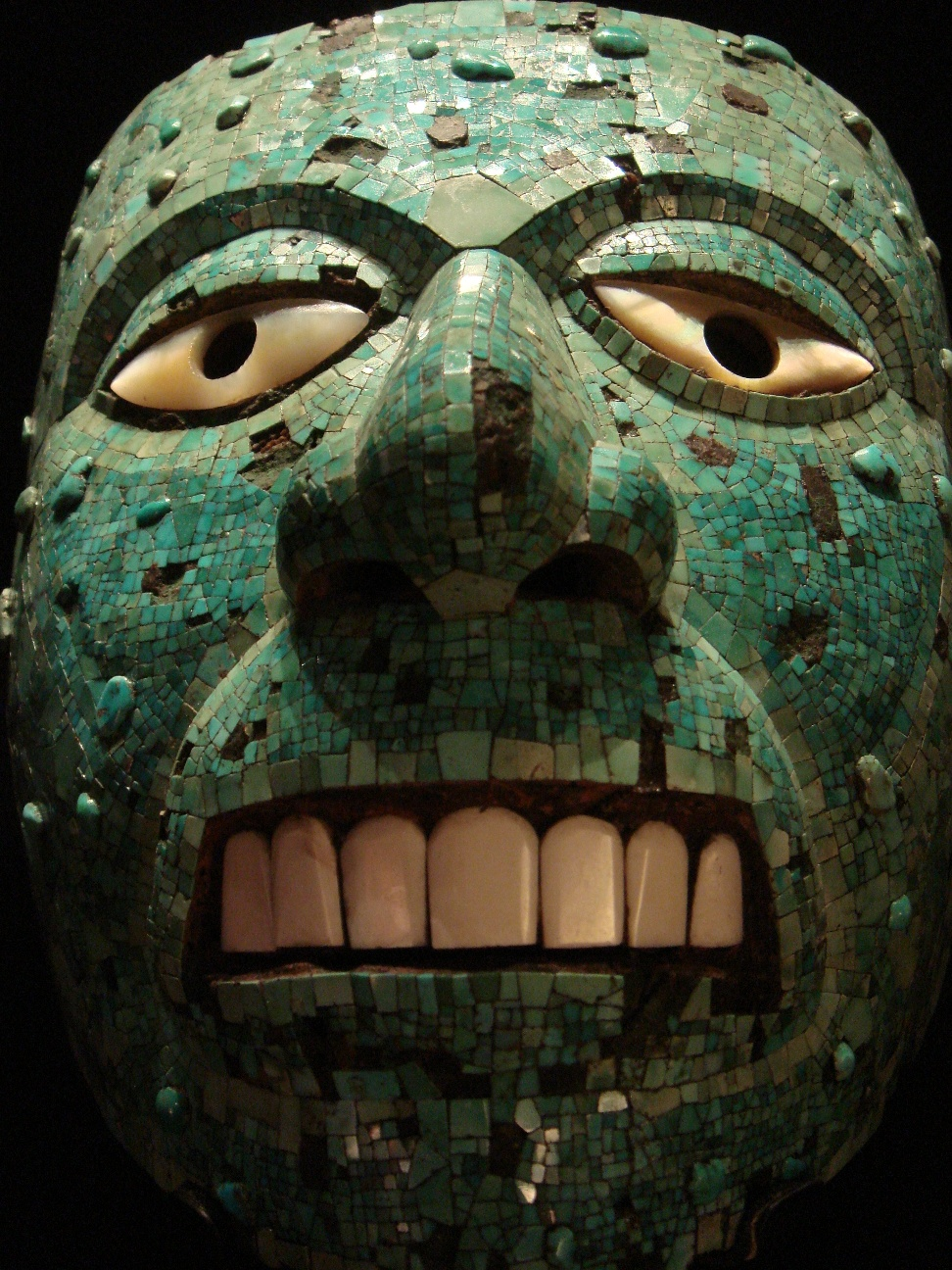
Máscara Asteca ou Mixteca, com mosaicos.

Muitos crânios de cristal são reivindicadas como sendo pre-colombianos, geralmente atribuídos aos astecas ou maias. A arte mesoamericana tem numerosas representações de crânios, mas nenhuma dessas coleções de museus vêm de escavações documentadas. Pesquisas realizadas em vários crânios de cristal no Museu Britânico, em 1967, 1996 e novamente em 2004, mostraram que as linhas recuadas na marcação dos dentes (esses crânios não tinham mandíbulas separadas, ao contrário do Crânio de Cristal de Mitchell-Hedges) foram esculpidas usando equipamentos de joalharia (ferramentas rotativas) desenvolvidos apenas no século XIX, questionando uma suposta origem pré-colombiana. O tipo de cristal foi determinado por exame de inclusões de cloreto, e só pode ser encontrado em Madagascar e no Brasil, sendo, portanto, inalcançável ou desconhecido dentro da Mesoamérica pré-colombiana. O estudo concluiu que os crânios foram criados no século XIX na Alemanha, muito provavelmente em oficinas na cidade de Idar-Oberstein, conhecida por elaborar objetos feitos a partir de quartzo brasileiro importado no período no final do século XIX.
Foi estabelecido, tanto pelo Museu Britânico, quanto pelo de Paris, Musée de l'Homme, que os crânios de cristal foram originalmente vendidos pelo francês Eugène Boban, negociante de antiguidades, que estava atuando na Cidade do México entre 1860 e 1880. O crânio de cristal do Museu Britânico foi negociado através da Tiffany de Nova York, enquanto o do Musée de l’Homme foi doado por Alphonse Pinart, um etnógrafo que havia comprado a partir de Boban.
Uma investigação realizada pelo Instituto Smithsoniano em 1992, sobre um crânio de cristal fornecido por uma fonte anônima, que afirmou tê-lo comprado na Cidade do México em 1960, e que era de origem asteca, concluiu que, igualmente, fora feito recentemente. De acordo com o Instituto Smithsoniano, Boban adquirira os crânios de cristal que ele vendeu a partir de fontes na Alemanha – conclusões que estão em consonância com as do Museu Britânico.
Um estudo detalhado do Museu Britânico e do crânio de cristal Smithsoniano foi aceito para publicação pelo Journal of Archaeological Science, em maio de 2008. Usando microscópio eletrônico e cristalografia de raios X, uma equipe de pesquisadores britânicos e americanos descobriu que o crânio do Museu Britânico foi trabalhado em uma substância dura abrasiva, tal como coríndon ou diamante, e foi moldado usando uma ferramenta de disco rotativo feito de algum metal adequado. A amostra do Instituto Smithsoniano havia sido trabalhada com um abrasivo diferente, o composto de carbeto de silício, ou carborundum, que é uma substância sintética fabricada utilizando modernas técnicas industriais. Desde que a síntese de carborundum apenas ocorreu na década de 1890, e sua maior disponibilidade tenha sido para o século XX, os pesquisadores concluíram: "[a] sugestão é que ela foi feita na década de 1950 ou mais tarde".

## Especulações sobre crânios menores
Nenhum dos crânios existentes em museus vem de escavações documentadas. Outro exemplo paralelo é fornecido pelos espelhos de obsidiana na Mesoamérica, objetos rituais amplamente representados na arte asteca. Embora alguns espelhos de obsidiana sobreviventes tenham vindo de escavações arqueológicas, nenhum dos espelhos astecas de obsidiana é documentado; no entanto, a maioria das autoridades em cultura asteca considera os tais espelhos como autênticos objetos pré-colombianos. O arqueólogo Michael E. Smith relata um não “peer-reviewed” encontro de um pequeno crânio de cristal em um sítio asteca, no Vale do México. Crânios de cristal têm sido descritos como “um exemplo fascinante de artefatos que fizeram o seu caminho em museus sem nenhuma evidência científica para provar sua origem pré-colombiana”. Um caso semelhante é a máscara Olmeca talhada em jade; curadores e estudiosos se referem a ela como "estilo olmeca", apesar de, até o presente momento, nenhum exemplo ter sido recuperado em um contexto olmeca arqueologicamente controlado, o estilo é igual. No entanto, tais máscaras foram recuperadas a partir de sítios de outras culturas, incluindo uma depositada no recinto cerimonial de Tenochtitlán (Cidade do México), que presumivelmente teria cerca de 2000 anos de idade.

## Crânios individuais

### Crânio de Mitchell-Hedges
Talvez o crânio mais famoso e enigmático tenha sido o descoberto em 1924 por Anna Le Guillon Mitchell-Hedges, filha adotiva do aventureiro e autor popular britânico Frederick Albert Mitchell-Hedges. Foi o tema de um documentário feito em 1990, Crystal Skull of Lubaantun. Tem-se observado, após o exame por pesquisadores do Instituto Smithsoniano, ser "quase uma réplica do crânio do Museu Britânico - quase exatamente o mesmo formato, mas com mais modelagem detalhada dos olhos e os dentes". Anna Hedges alegou tê-lo encontrado enterrado sob um altar desabado dentro de um templo em Lubaantun, nas Honduras Britânicas, agora Belize. Tanto quanto pode ser determinado, F. A. Mitchell-Hedges não fez nenhuma menção à alegada descoberta em qualquer um dos seus escritos sobre Lubaantun, assim como outras pessoas presentes no momento da escavação não foram documentadas como observando tanto a descoberta do crânio, como a presença de Anna na escavação.

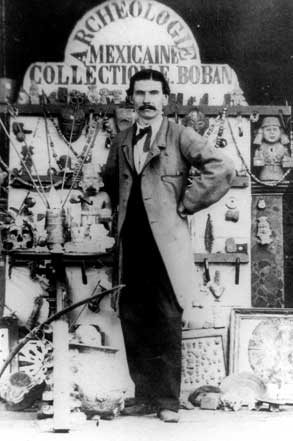
Eugène Boban, principal comerciante francês de artefatos pré-colombianos durante a segunda metade do século XIX e provável fonte de muitos crânios famosos.

Em uma carta de 1970, Anna também afirmou que "told by the few remaining Maya that the skull was used by the high priest to will death" ("foi contado pelos poucos remanescentes maias que o crânio fora usado pelo sumo sacerdote à serviço da morte"). Por esta razão, o artefato é por vezes referido como "The Skull of Doom" (“Crânio da Condenação”). Anna Mitchell-Hedges excursionou com o crânio em 1967, cobrando pela exibição, e continuou a dar entrevistas sobre o artefato até sua morte em 2007.
O crânio é feito de um bloco de quartzo claro com o tamanho de um crânio humano pequeno, medindo cerca de 13 cm de altura, 18 cm de comprimento e 5 cm de largura; a mandíbula inferior é desanexada. No início de 1970, ficou sob os cuidados temporários do restaurador de arte Frank Dorland, que ao inspecioná-la reivindicou que tinha sido "esculpida" sem respeito aos eixos naturais do cristal, portanto sem o uso de ferramentas de metal. Dorland relatou ter sido incapaz de encontrar qualquer marca, exceto para os traços de moagem mecânica sobre os dentes, e especulou que ela foi esculpida de forma rudimentar, provavelmente com diamantes, e as mais finas formações, afiação e polimento foram conseguidas através do uso de areia ao longo de um período de 150 a 300 anos. Ele alegou que o crânio poderia ter até 12 000 anos de idade. Apesar de várias reivindicações terem sido feitas ao longo dos anos sobre as propriedades físicas do crânio, como uma temperatura supostamente constante de 21 °C, Dorland informou que não havia diferença de propriedades entre o cristal do crânio e outros cristais de quartzo naturais.
Enquanto sob os cuidados de Dorland, o crânio chamou a atenção do escritor Richard Garvin, na época trabalhando numa agência de publicidade onde supervisionava a Hewlett-Packard. Garvin fez arranjos para que o crânio fosse examinado pelo laboratório de cristal da HP em Santa Clara, onde foi submetido a vários testes. O laboratório determinou que não era um composto (como Dorland tinha suposto), mas que fora formado a partir de um único cristal de quartzo. O teste de laboratório também estabeleceu que a mandíbula inferior havia sido formada a partir do mesmo cristal do resto do crânio. Nenhuma investigação foi feita pela HP quanto ao seu método de fabricação ou datação.
Assim como os traços de moagem mecânica sobre os dentes observados por Dorland, o arqueólogo Norman Hammond relata que os orifícios (presumivelmente destinados a serem estacas de apoio) mostraram sinais de serem feitos por perfuração com metal. Anna Mitchell-Hedges recusou os pedidos subsequentes para submeter o crânio a mais testes científicos.
F. A. Mitchell-Hedges mencionou o crânio apenas brevemente na primeira edição de sua autobiografia, Danger My Ally (1954), sem especificar onde e por quem ele foi encontrado. Ele apenas afirmou que "tem 3 600 anos de idade e, segundo a lenda, foi usado pelo Sumo Sacerdote dos Maias quando ele estava realizando ritos esotéricos. Diz-se que quando ele desejava a morte com a ajuda do crânio, a morte invariavelmente acontecia". Todas as edições subsequentes de Danger My Ally omitiram inteiramente menções ao crânio.
A primeira referência publicada sobre o crânio é a edição da revista britânica de antropologia Man, de julho de 1936, onde é descrito como estando na posse do Sr. Sydney Burney , um negociante de arte de Londres, que alegava possuí-lo desde 1933. Nenhuma menção foi feita sobre Mitchell-Hedges. Há provas documentais de que Mitchell-Hedges comprara de Burney em 1944. O crânio estava sob a custódia de Anna Mitchell-Hedges, filha adotiva de Frederick. Ela se recusou a deixá-lo ser examinado por peritos (fazendo muito duvidosa a alegação, que foi relatada pela R. Stansmore Nutting, em 1962). Em algum lugar entre 1988 e 1990, Anna Mitchell-Hedges excursionou com o crânio.
Em seus últimos oito anos, Anna Mitchell-Hedges viveu em Chesterton, com Bill Homann, com quem casara em 2002, e morreu em 11 de abril de 2007. Desde essa época, o crânio pertencente a Mitchell-Hedges Skull tem estado sob custódia de Bill Homann, que continua a acreditar em sua propriedades místicas.

### Crânio do Museu Britânico

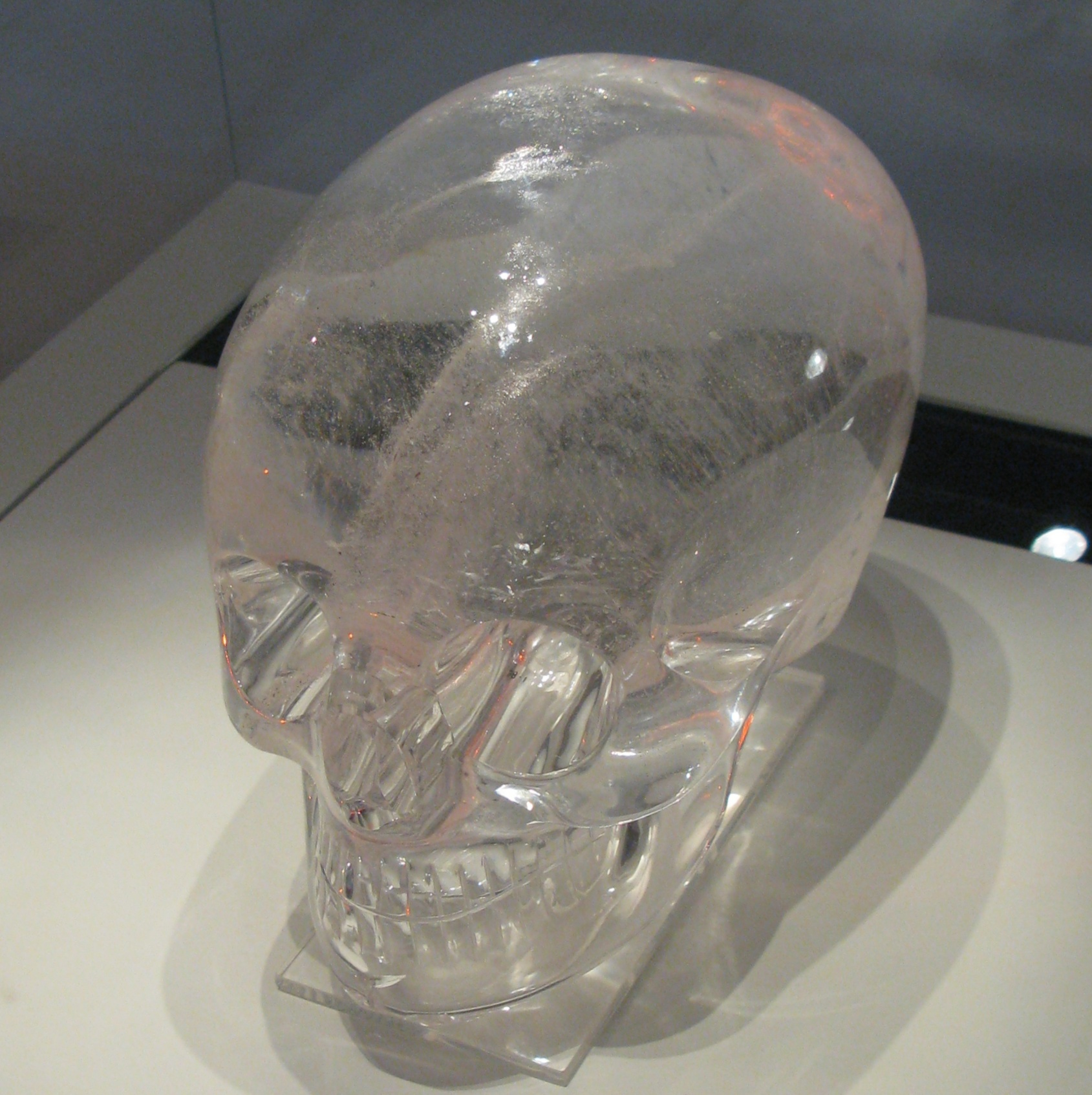
Crânio de Cristal no Museu Britânico.

O Crânio de Cristal do Museu Britânico apareceu inicialmente em 1881, na loja do antiquário de Paris, Eugène Boban. Sua origem não foi indicada em seu catálogo na época. Ele disse ter tentado vendê-lo ao museu nacional do México como um artefato asteca, mas não obteve sucesso. Boban mais tarde mudou seu negócio para Nova York, onde o crânio foi vendido para a George H. Sisson. Ele foi exibido na reunião da American Association for the Advancement of Science, em Nova York, em 1887, por George F. Kunz. Foi vendido em leilão, e comprado pela Tiffany & Co., que o vendeu para o Museu Britânico, em 1897. Este crânio é muito semelhante ao de Mitchell-Hedges, embora seja menos detalhado e não tenha a mandíbula inferior móvel.
Os catálogos do Museu Britânico do crânio alegam uma proveniência "provavelmente européia, século XIX" e o descrevem como "não um artefato pré-colombiano autêntico". Foi estabelecido que este crânio foi feito com ferramentas modernas, e que não é autêntico.

### Crânio de Paris

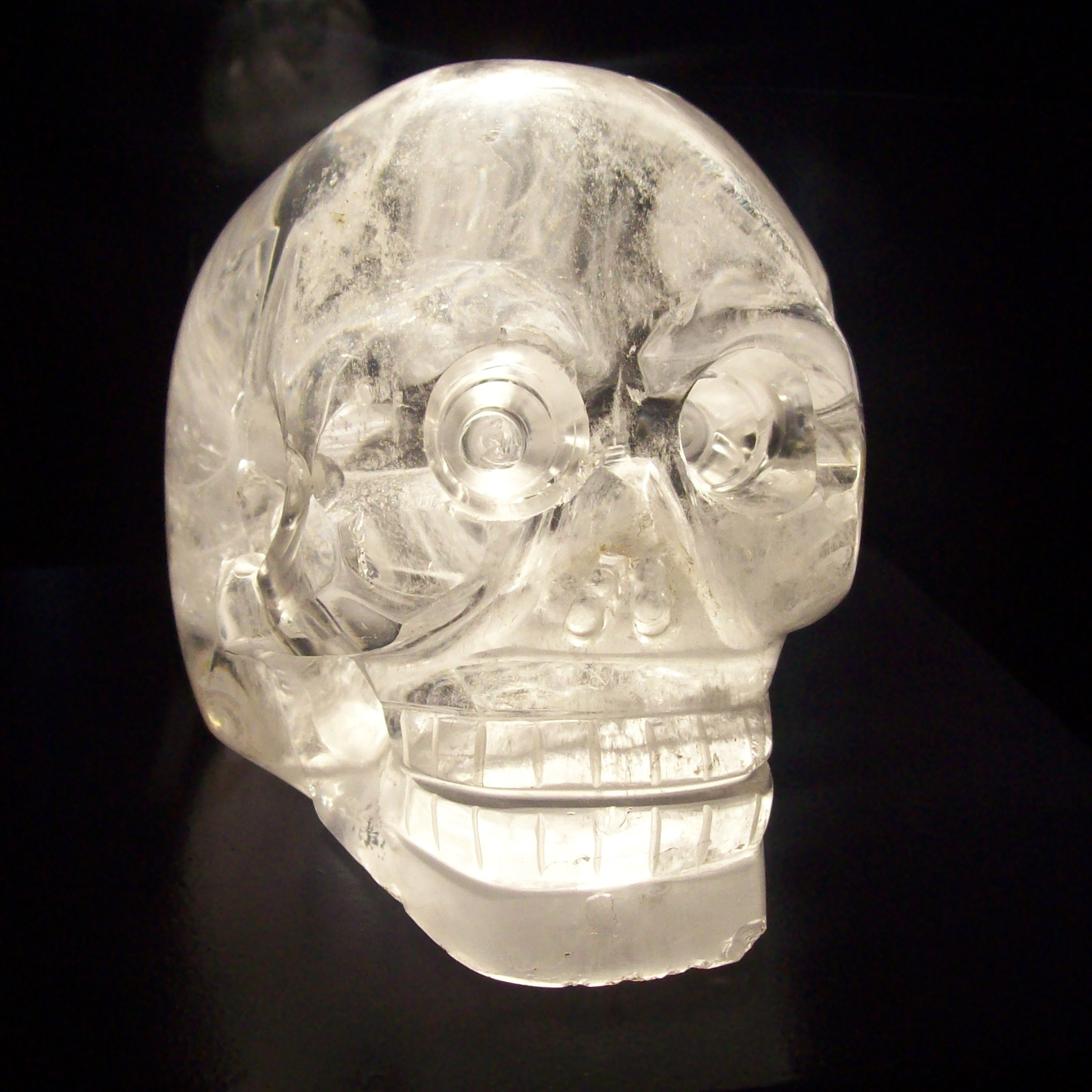
Crânio de Cristal no Musée du quai Branly, Paris.

O maior dos três crânios vendidos por Eugène Boban para Alphonse Pinart (às vezes chamado Crânio de Paris) tem cerca de 10 cm de altura, e tem um orifício perfurado verticalmente através de seu centro. É parte de uma coleção exposta no Musée du Quai Branly, e foi submetido a testes científicos realizados em 2007 e 2008 pelo Centre for Research and Restoration of the Museums in France, ou C2RMF. Após uma série de análises realizadas ao longo de três meses, os engenheiros da C2RMF concluíram que "certamente não era pré-colombiano, mostra traços de polimento e abrasão por ferramentas modernas". Testes com acelerador de partículas também revelaram vestígios de água que foram datados do século XIX, e o Museu do Quai Branly divulgou um comunicado de que os testes "parecem indicar que ela foi feita no final do século XIX".
Em 2009, os pesquisadores da C2RMF publicaram resultados de novas investigações para estabelecer quando o Crânio de Paris havia sido entalhado. A análise pelo Microscópio eletrônico de varredura (SEM) indicou o uso de máquinas e ferramentas de lapidação em sua escultura. Os resultados de uma nova técnica conhecida como datação de “hidratação de quartzo” (QHD) demonstraram que o Crânio de Paris havia sido entalhado posteriormente à época de um artefato de referência de quartzo, conhecido por ter sido cortado em 1740. Os investigadores concluíram que os resultados do SEM e do QHD combinados para estabelecer a proveniência do crânio indicavam que ele foi esculpido no século XVIII ou XIX.

### Crânio do Instituto Smithsoniano
O Crânio foi enviado para o Instituto Smithsoniano anonimamente em 1992, e foi alegado ser um objeto asteca por seu doador, supostamente a partir da coleção de Porfirio Díaz. É o maior dos crânios, com 15 centímetros de altura, e foi esculpido usando carborundum, um abrasivo moderno. Tem sido apresentado como uma falsificação no National Museum of Natural History.

## Alegações paranormais e espirituais
Alguns acreditam na alegação paranormal de que crânios de cristal podem produzir uma variedade de milagres. Ann Mitchell-Hedges dizia que o crânio que ela supostamente descobrira poderia produzir visões, cura do câncer, uma vez que ela usou suas propriedades mágicas para matar um homem e, em outra instância, viu nele uma premonição do assassinato de John F. Kennedy.
Nhoim peça de 1931 The Satin Slipper (O Chinelo de Cetim), de Paul Claudel, o Rei Filipe II de Espanha usa "uma cabeça de morte feita a partir de uma única peça de cristal de rocha", iluminada por "um raio do sol poente", para ver a derrota da sua Armada em seu ataque sobre a Inglaterra (dia 4, cena 4, pp 243–44).
Reivindicações da cura e de poderes sobrenaturais dos crânios de cristal não têm nenhum apoio da comunidade científica, que não encontrou qualquer evidência de fenômeno incomum associado aos crânios, nem qualquer razão para uma investigação mais aprofundada, além da confirmação de sua proveniência e método de manufatura.
Outras especulações historicamente infundadas da lenda dos crânios de cristal são alegadas com a conclusão do ciclo-b'ak'tun do Calendário maia em 21 de dezembro de 2012, sob a alegação de que a reunião das treze caveiras místicas vai evitar uma catástrofe, como previsão implícita no fim deste calendário. Outra alusão a tais poderes apareceu (entre uma variedade de outros feitos), em The Mystery of the Crystal Skulls, produzido pelo Sci Fi Channel em maio de 2008, e apresentado no Discovery Channel do Canadá em junho. Dentre os entrevistados, Richard C. Hoagland, que tentou vincular os crânios e os maias com a vida em Marte, e David Hatcher Childress, que propôs reivindicações de civilizações perdidas da Atlântida e de antigravidade.
Crânios de cristal são também referenciados pelo autor Drunvalo Melchizedek em seu livro Serpent of Light. Ele escreve ter se deparado com descendentes indígenas maias na posse de crânios de cristal em cerimônias nos templos de Yucatán, e que eles continham almas dos antigos maias que haviam entrado neles para aguardar o momento em que seu conhecimento antigo fosse, uma vez mais, necessário.
As alegadas associações e origens dos mitológicos crânios de cristal ao folclore espiritual nativo americano, por escritores ligados ao neoshamanismo, tais como Jamie Sams, são igualmente descartadas. Em vez disso, pelas notas de Philip Jenkins, a mitologia sobre os crânios de cristal pode ser rastreada até as "lendas barrocas", inicialmente transmitidas por F. A. Mitchell-Hedges, posteriormente retomadas: